# سحابة الرحمانية
سحابة الرحمانية هي زوجة السلطان المغربي من الدولة السعدية محمد الشيخ وأم أبي مروان عبد الملك. كانت موهوبة في الدبلوماسية، وشغلت دوراً سياسياً قيادياً طوال حياتها. كانت سفيرة للدولة العثمانية في بلاط السلطان مراد الثالث.

## سيرة
سحابة من قبيلة الرحامنة، وهي قبيلة بنو حسان. كانت قبيلتها متحالفة مع السعديين، وفي عام 1525، شاركت في الهجوم على القلعة البرتغالية سانتا كروز في أكادير. تزوجت من محمد الشيخ قرابة عام 1528م.
في عام 1557، عند تولي عبد الله الغالب العرش، ذهب جزء من عائلتها بما في ذلك إخوتها من حماتيه الصحابية وللا مسعودة إلى المنفى، خوفًا على حياتهم. دام هذا المنفى ثمانية عشر عامًا. ذهبت والأمراء السعديون أولاً إلى المنفى في تلمسان قبل الوصول إلى الجزائر، وهي جزء من الإمبراطورية العثمانية. أثناء نفيهم في عدة مدن من الدولة العثمانية، حرصت على أن يكمل شقيقاها عبد الملك، الذي لم يتجاوز عمره خمسة عشر عامًا، وأحمد، أخوها غير الشقيق الأصغر، تعليمهما. كما حرصت على اندماجهم في البلاط العثماني، دون أن تنسى تراثهم وتاريخهم السياسي الشخصي. وعندما توفي عبد الله الغالب عام 1574م، اعتلى العرش ابنه أبو عبد الله محمد الثاني. ومع ذلك، وفقًا لخطة الخلافة التي وضعها محمد الشيخ، فإن الأخ غير الشقيق لعبد الله الغالب، عبد الملك ابن سحابة، هو الذي كان ينبغي أن يتولى العرش.
وقد خططت مع ابنها لمشروع البحث عن تحالف سياسي ودعم عسكري لاستعادة السلطة التي يستحقونها. ذهبت وعبد الملك إلى إسطنبول لمخاطبة السلطان العثماني مراد الثالث الذي اعتلى العرش حديثًا. وكانت في الواقع صديقة للسلطانة نوربانو، أرملة سليم الثاني وأم السلطان مراد الثالث. وأصر عبد الملك بشدة على أن يضع هذا الملك تحت تصرفه جيشًا تركيًا يتوجه به إلى المغرب لخلع ابن أخيه من العرش. استقبل مراد الثالث هذا الاقتراح بغضب ورفضه. ولكنهما بقيا في العاصمة العثمانية حتى وجدا حلاً لهذه المشكلة. ففي نفس العام، أي عام 1574، خاض السلطان العثماني معركة ضد المحتلين الإسبان لاستعادة السيطرة على تونس. أرسل رسائل إلى ولاة أمره في الجزائر طرابلس يأمرهم فيها بإرسال السفن التي يمكنها أن تسانده في هذا الصراع. كما قرر الأخوان السعديان عبد الملك وأحمد المشاركة في العملية الدفاعية للسلطان من خلال قيادة إحدى السفن المغادرة من الجزائر. استعيدت تونس وكانت سحابة أول من علم بانتصار العثمانيين على الإسبان ولذلك حملت رسالة النصر على الإسبان والتي ساهم في صياغتها ابنها، وطلبت في الوقت نفسه أن يدعم الأخير عبد الملك في صراعه على السلطة ضد أبو عبد الله محمد الثاني. وبدون تردد، أمر السلطان العثماني هذه المرة واليه في الجزائر بتجهيز عبد الملك بالرجال والخيول.
وبعد أن استجاب السلطان لهذا الطلب، عادت سحابة وابنها عبد الملك إلى الجزائر حيث أعطى ابنه لسكان هذه المدينة الرسالة التي يأمرهم فيها السلطان بالخروج معه ومساعدته في استعادة العرش. وطلب الجزائريون من عبد الملك أن يدفع لهم، فطلب منهم أن يعطوه مبلغاً حتى تنتهي الحملة، ولكن في الأخير اتفقوا على أن يعطي في كل مرحلة مبلغ عشرة آلاف قطعة نقدية للجيش التركي والذي كان يتألف من أربعة آلاف رجل. وفقًا لتعليق دورت ، كان عبد المالك قد طلب من باي الجزائر حراسة ضعيفة فقط لمرافقته إلى الحدود المغربية، وهو الطلب الذي وافق عليه الباي. وبعد ذلك أطاح عبد الملك بابن أخيه في عام 1576 وأعلن نفسه سلطانًا على المغرب.

## الأحفاد
وكان لها ومحمد الشيخ عدة أبناء:
- عبد المؤمن السعدي[8] (1529-1572)،[8][6] اغتيل بتلمسان سنة 1572. تزوج من السيدة أم داود الغازي من تيدلي. وولدهما هو الأمير داود السعدي؛[8]
- لالة عائشة السعدية[8] ولدت عام 1533؛
- لالة فاطمة الزهراء السعدية[8][9] ولدتفي 1537، ودفنت في مقابر السعديين مراكش؛
- السلطان أبو مروان عبد الملك (1541-1578)،[8] تزوج من زهرة بنت آجي مراد ابنة الحاج مراد والي المدية العثماني.[10] وأنجبا ولدا مولاي إسماعيل السعدي.[8] بعد وفاة زوجها أثناء معركة وادي المخازن، تزوجت زهرة من حسن باشا،[11][10] الحاكم العام للجزائر ثم قبطان باشا.[10]